# Neuleiningen
Neuleiningen é um município da Alemanha localizado no distrito (Kreis ou Landkreis) de Bad Dürkheim, na associação municipal de Verbandsgemeinde Grünstadt-Land, no estado da Renânia-Palatinado.

## Galeria

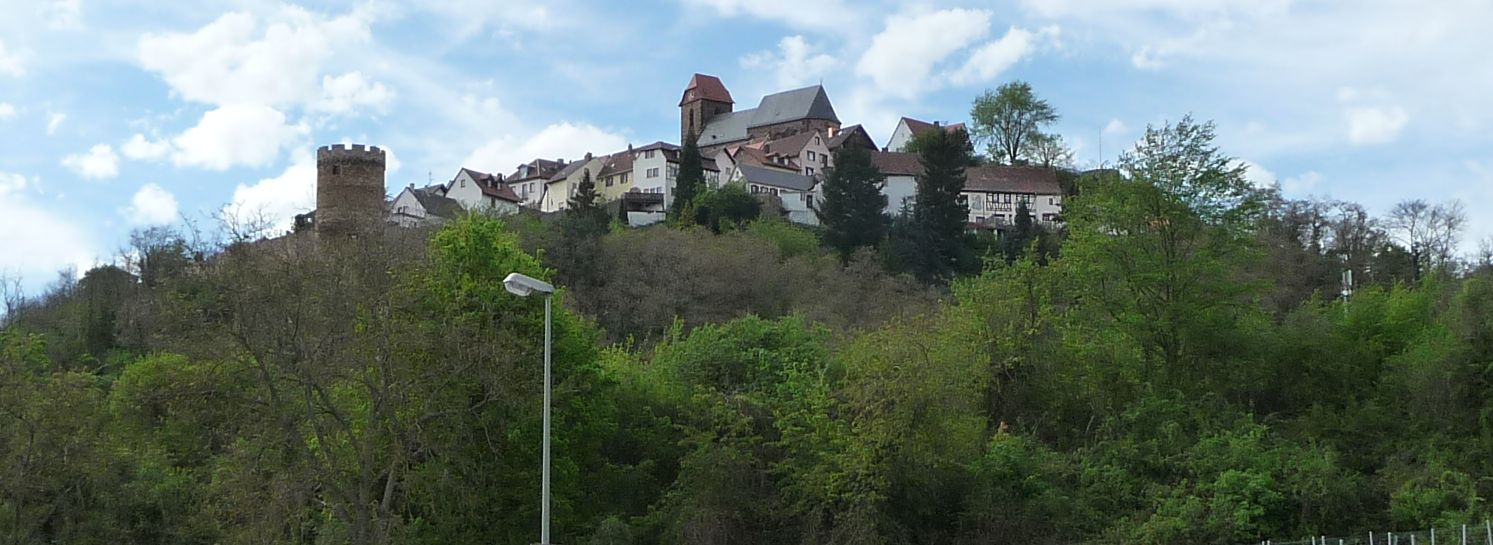
Neuleiningen na montanha, Vista do Oriente
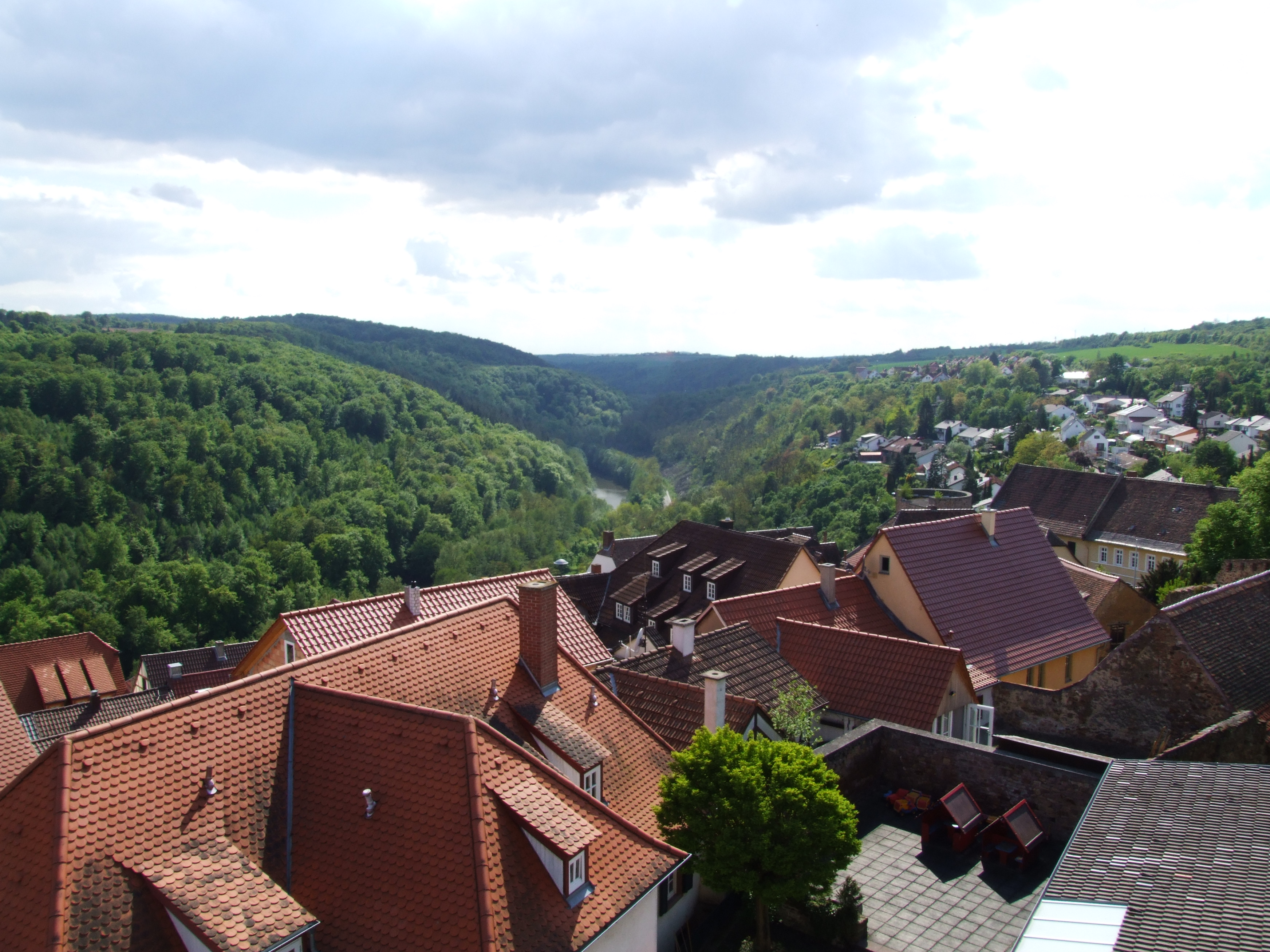
Vista do castelo ao oeste através Neuleiningen
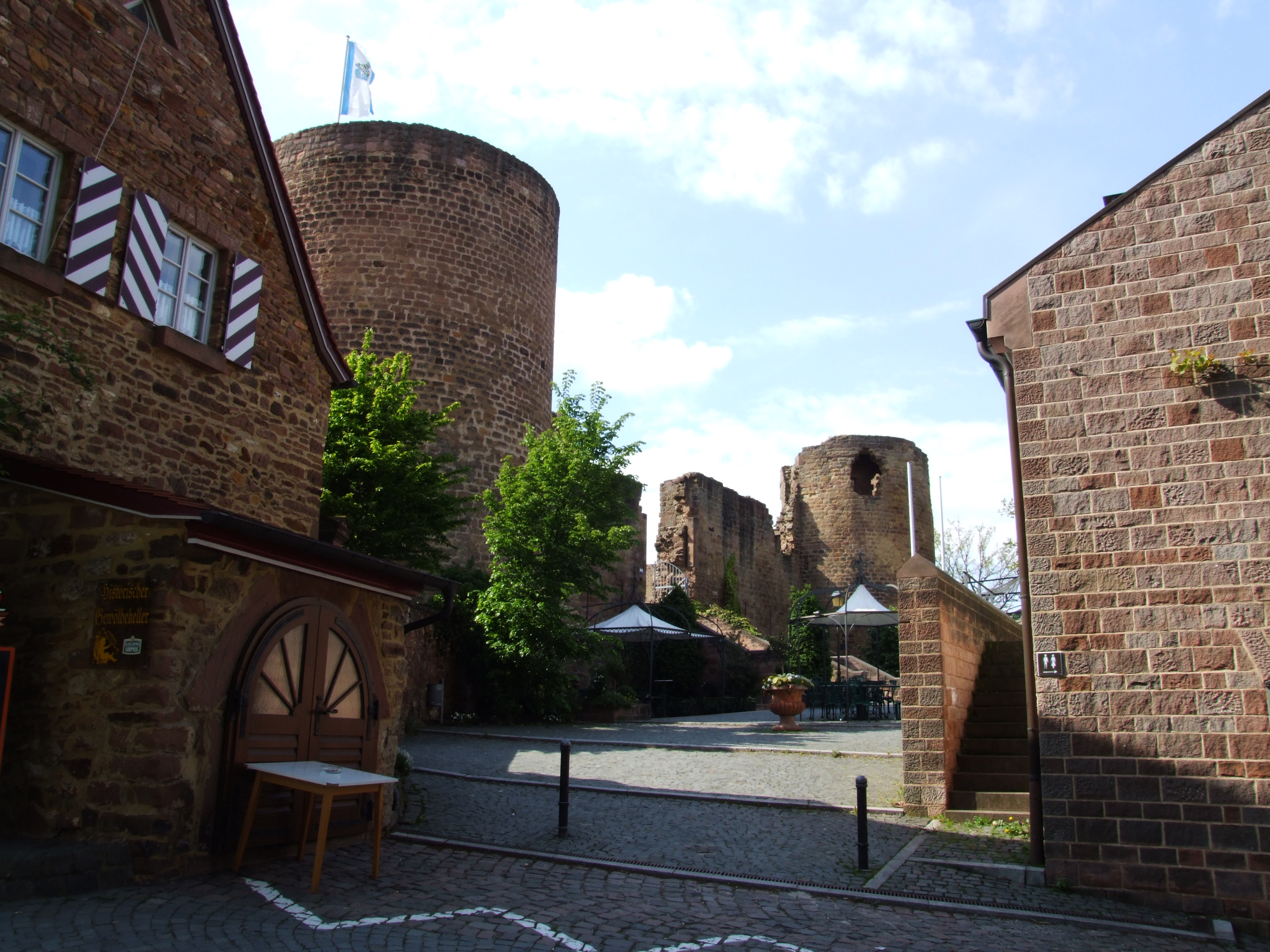
Burg Neuleiningen, leste pátio com Burgschenke
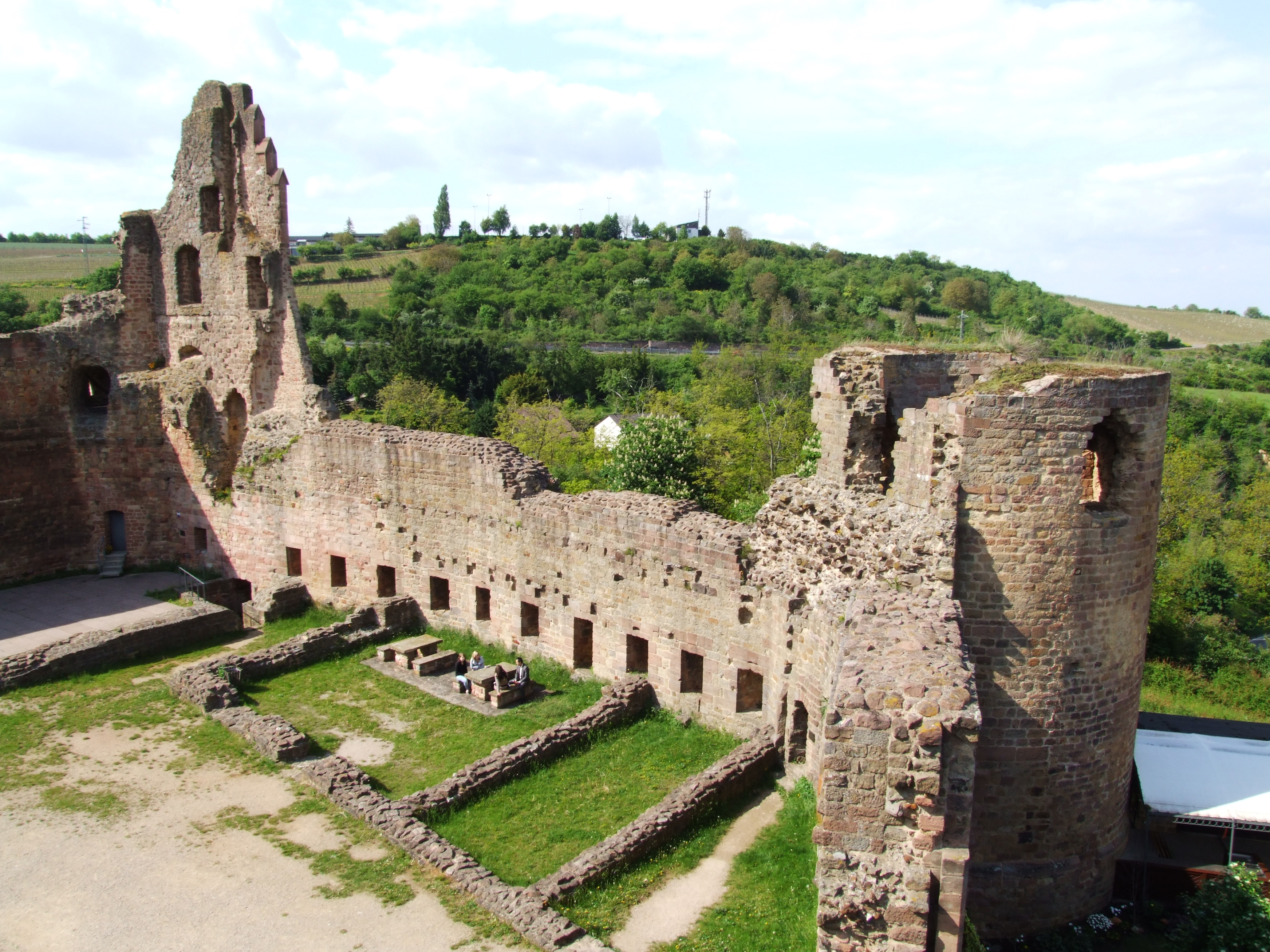
Burg Neuleiningen, lado norte
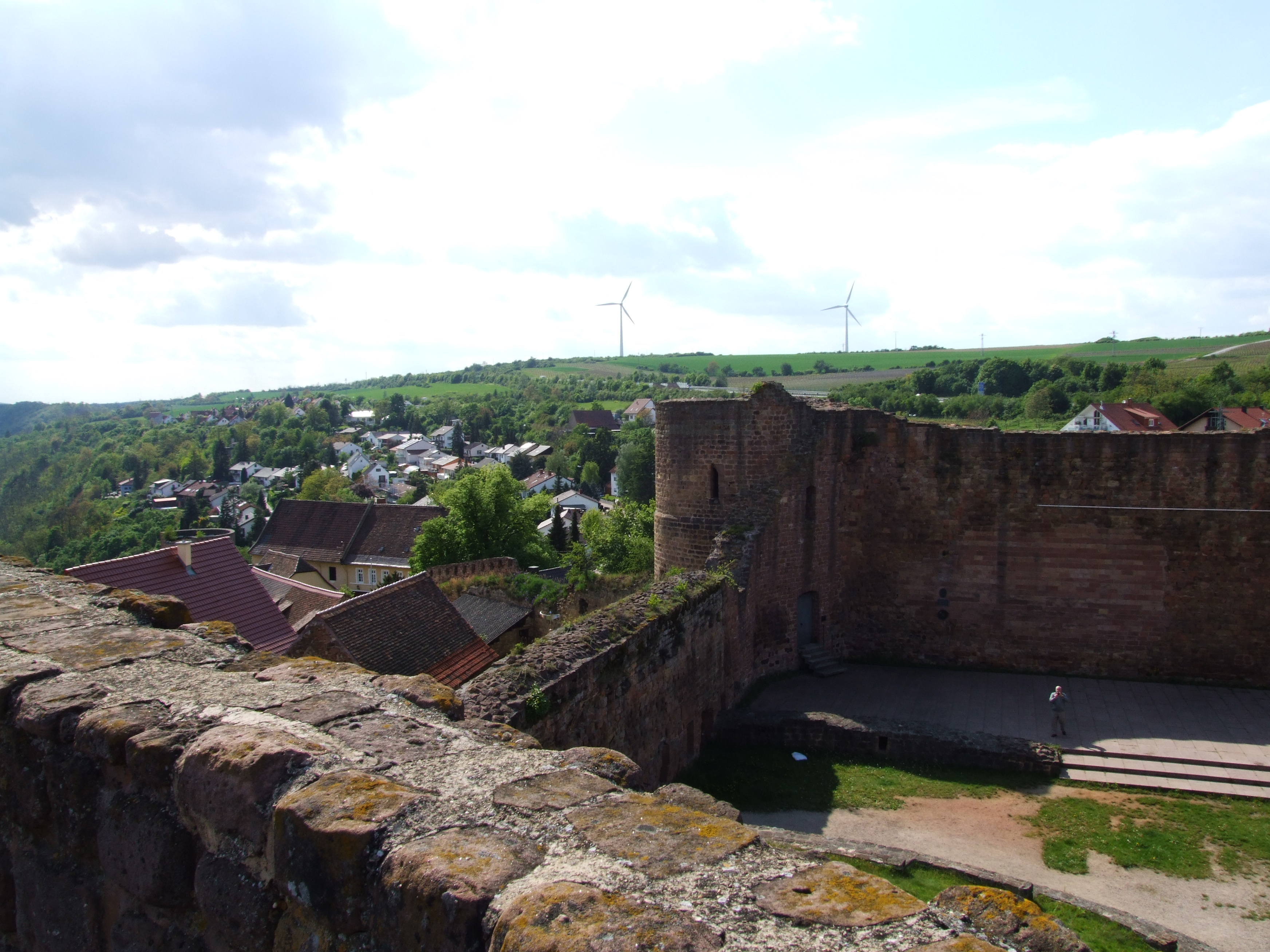
Burg Neuleiningen, sul procura
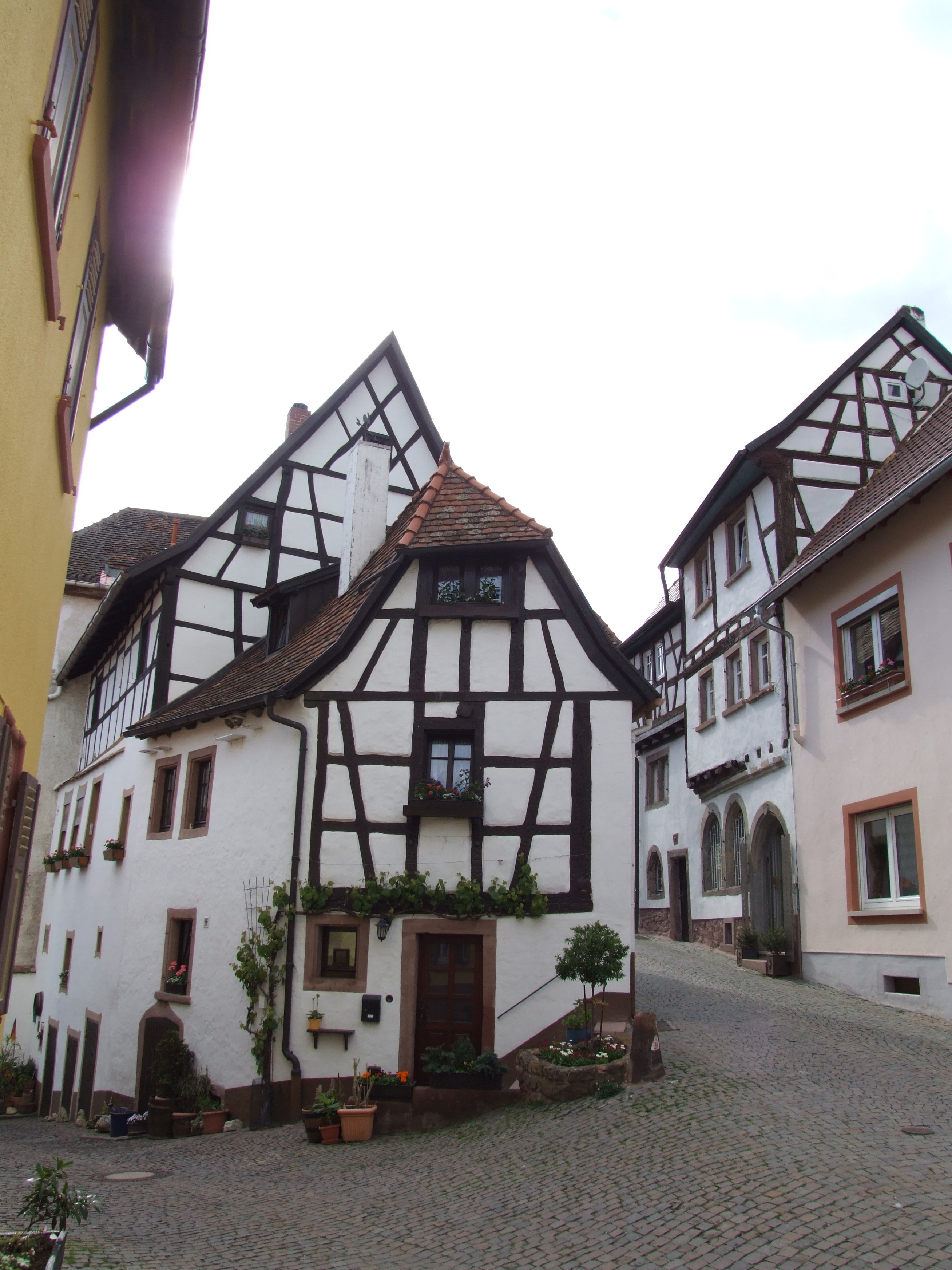
Enxaimel casa em Neuleiningen
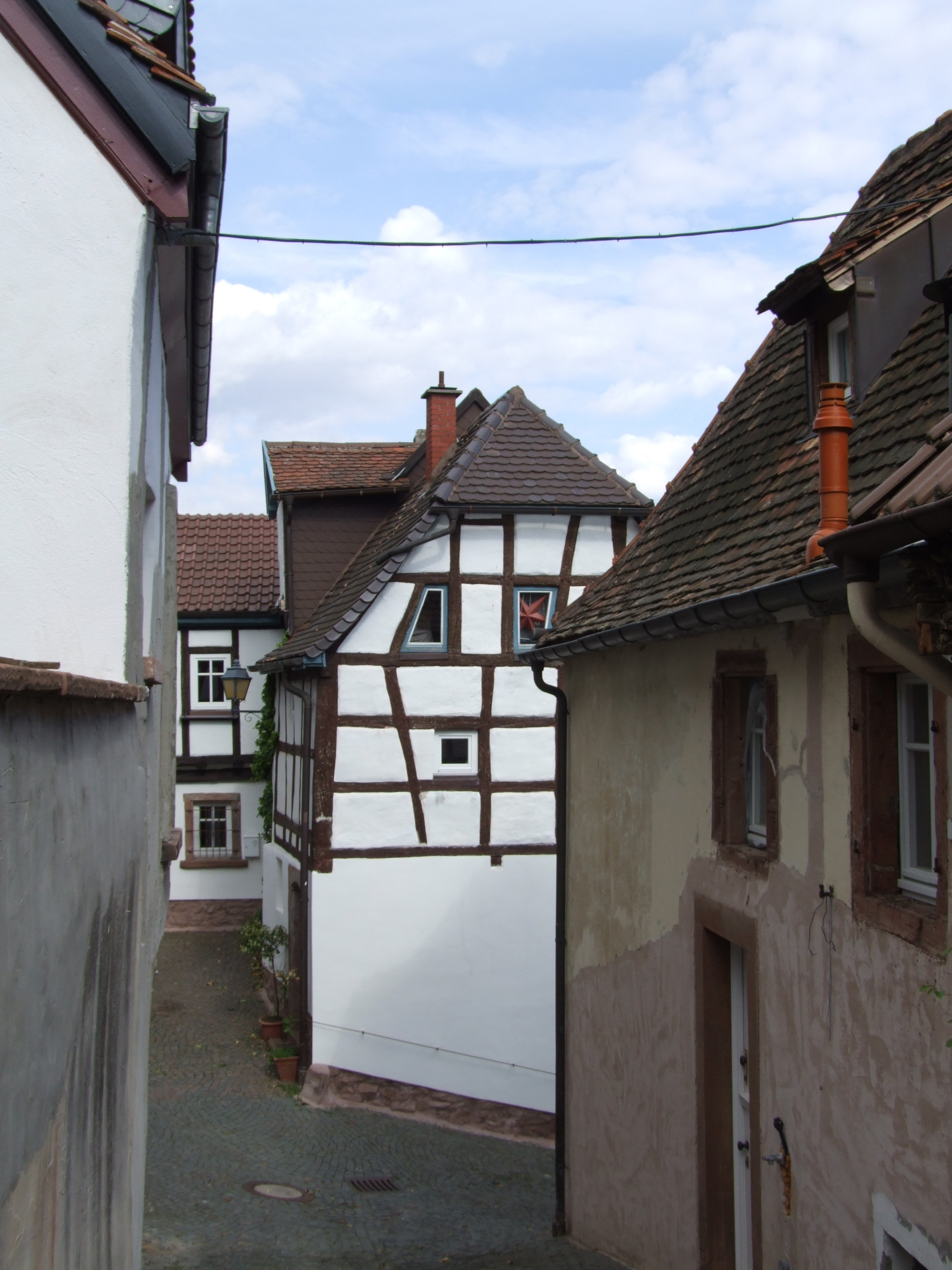
antiga casa em Neuleiningen
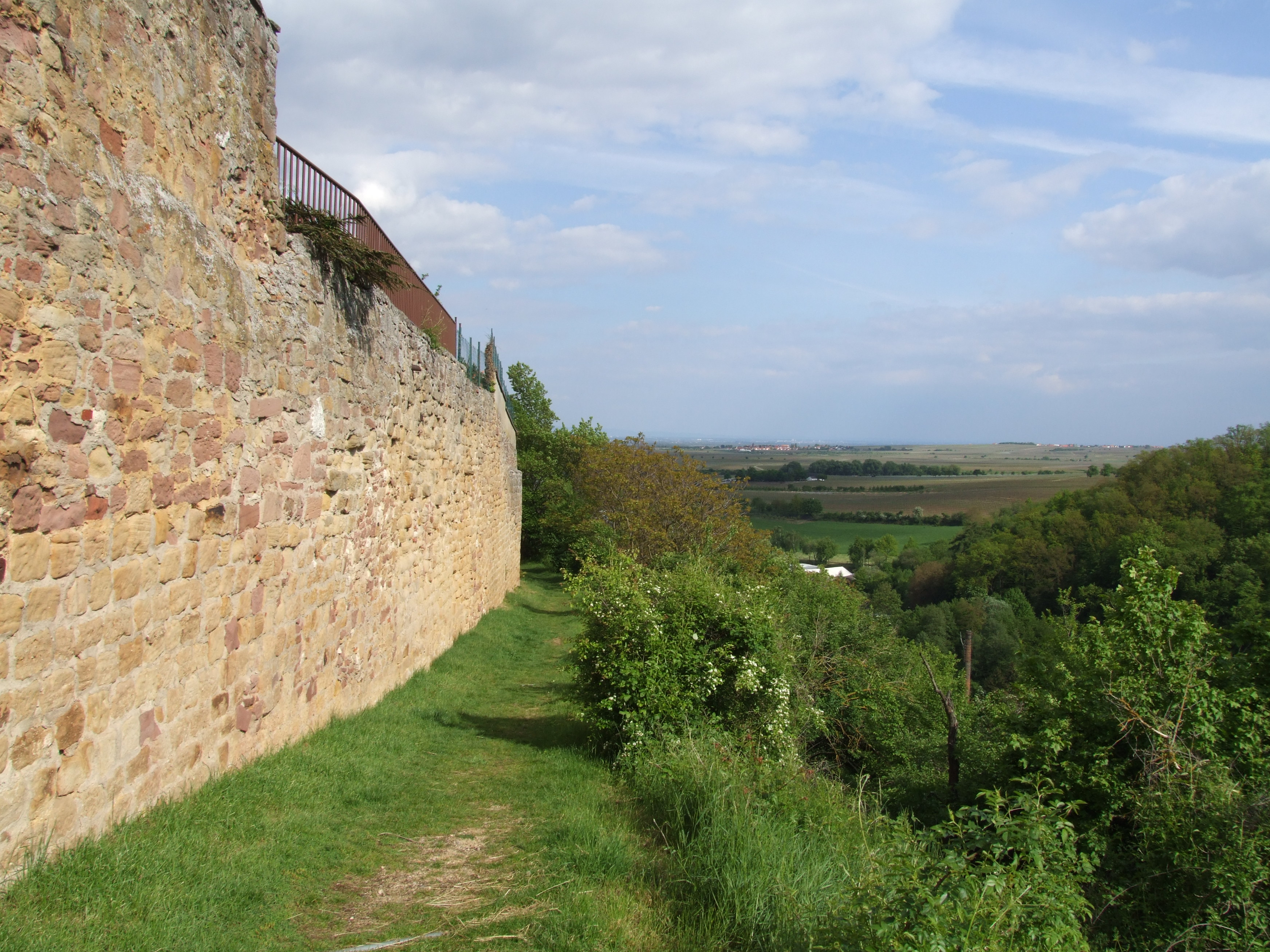
Paredes Neuleiningen, lado sul, vista a partir da parede leste caminhar para o Vale do Reno
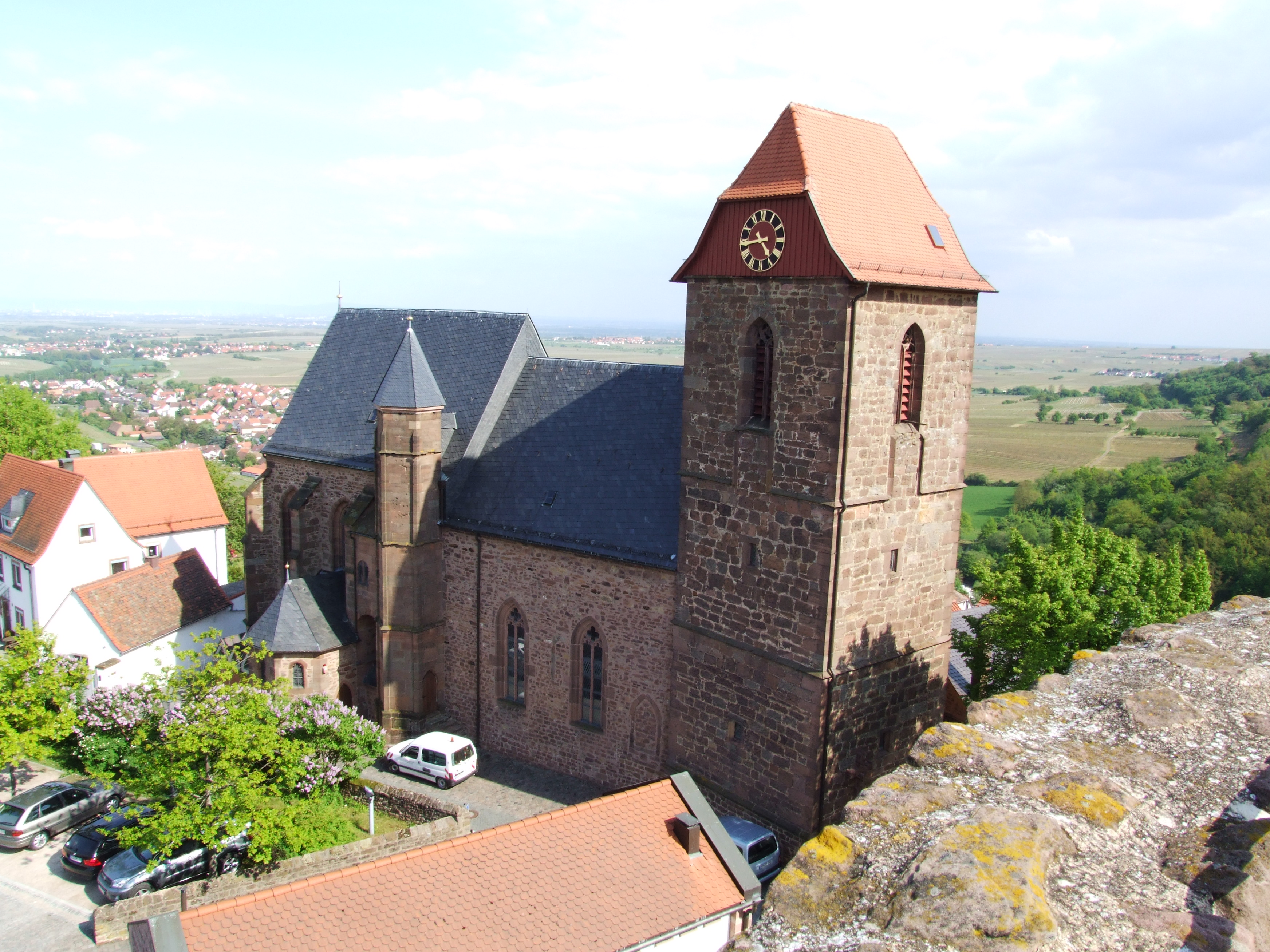
Igreja Paroquial de São Nicolau, Neuleiningen, fotografado a partir do castelo.
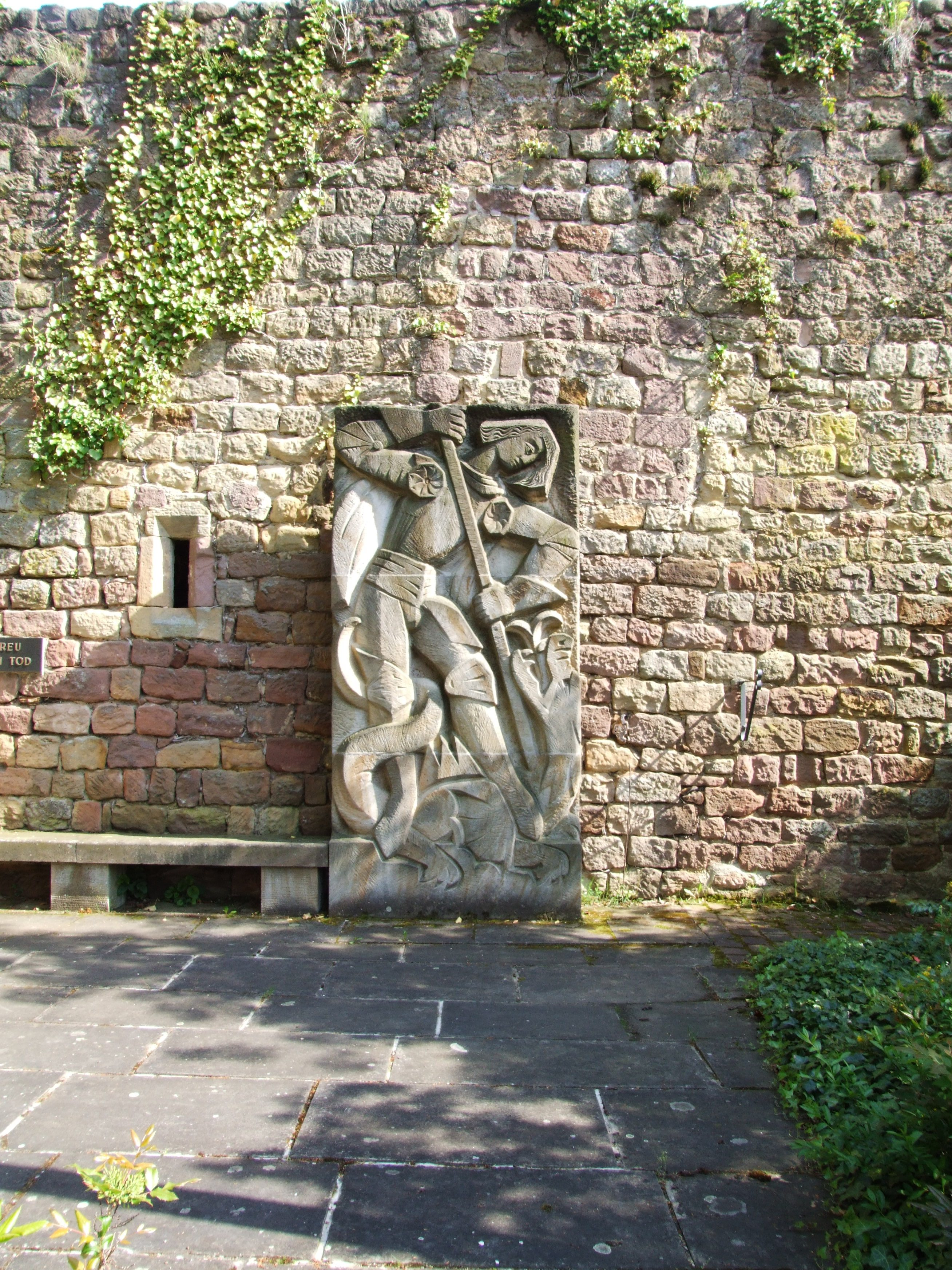
São Jorge eo Dragão alívio, em Neuleiningen
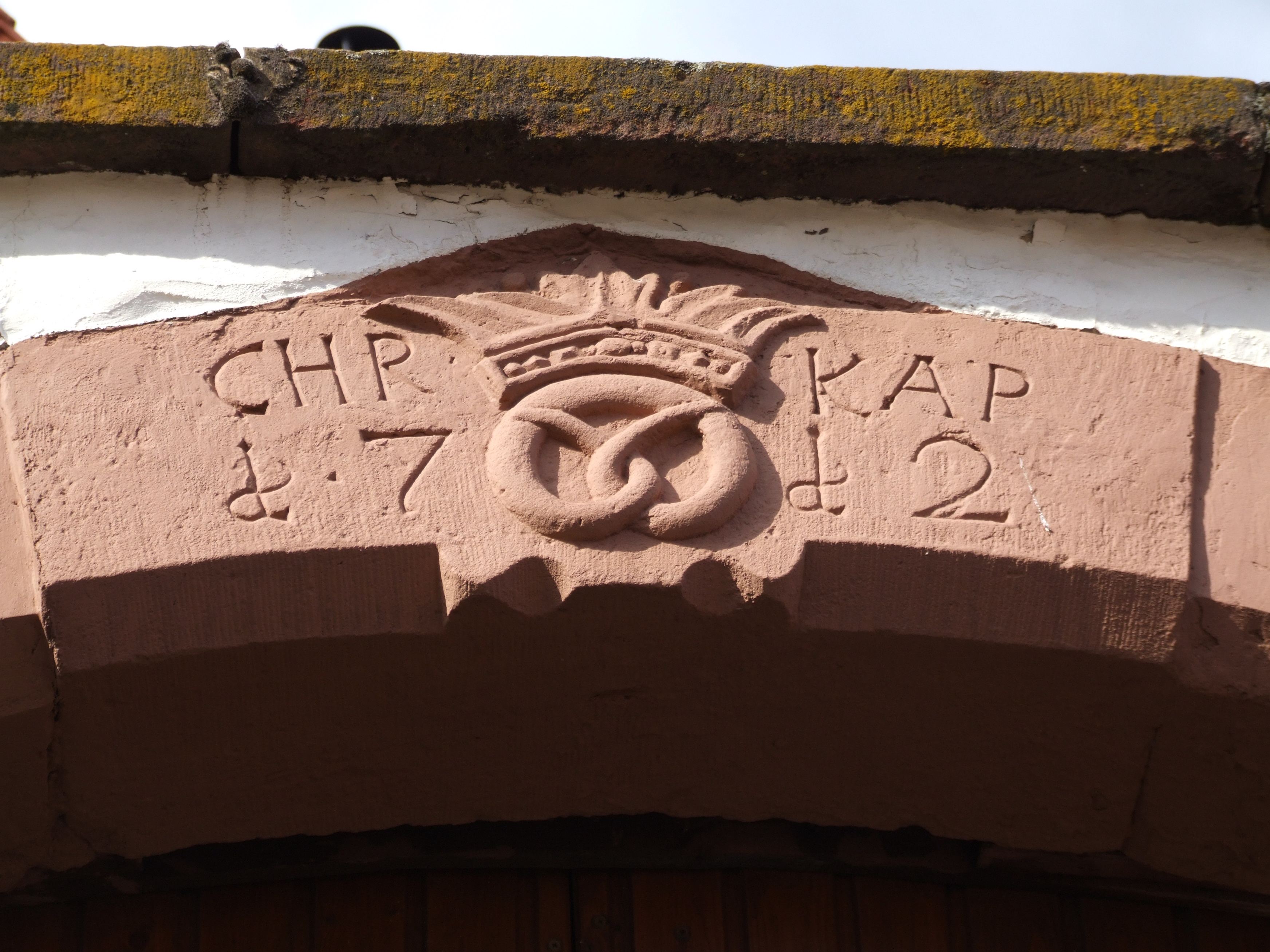
Pretzel représentation d'une voûte à Neuleiningen